# کورتیس (آریزونا)
کورتیس (به انگلیسی: Curtiss) یک منطقهٔ مسکونی در ایالات متحده آمریکا است که در آریزونا واقع شده‌است. کورتیس ۱٬۱۰۴ متر بالاتر از سطح دریا واقع شده‌است.